# Westland Sea King
Westland WS-61 Sea King je britský víceúčelový vrtulník vyvinutý v 60. letech 20. století firmou Westland na základě licence amerického typu Sikorsky S-61 Sea King. S ním má společnou konstrukci draku a hlavice rotoru. Dalšími prvky, například konstrukcí rotorových listů, použitými motory Rolls-Royce Gnome, avionikou a jiným palubním elektronickým vybavením se od něj podstatně odlišuje.
Základní varianta vznikla jako námořní hlídkový stroj určený především k boji proti ponorkám, ale některé odvozené verze slouží jako pátrací a záchranné anebo stroje včasné vzdušné výstrahy a varování. Podstatně upravená verze Westland Commando byla zkonstruována pro plnění transportních úkolů.
Britskými Fleet Air Arm a Royal Air Force byl typ v různých rolích nasazen v řadě konfliktů, počínaje válkou o Falklandy. Nachází se, nebo se dříve nacházel, i ve stavu ozbrojených sil dalších zemí.

## Konstrukce
Westland Sea King je vrtulník celokovové konstrukce konvenčního uspořádání se dvěma turbohřídelovými motory Rolls-Royce Gnome pohánějícími pětilistý hlavní rotor a pětilistý, u pozdějších variant šestilistý, vyrovnávací rotor nesený na konci ocasního pylonu. Ten je možno sklopit a skládací jsou i listy hlavního rotoru, což zmenšuje prostor potřebný pro hangárování, zejména na palubách plavidel. Rotorové listy byly původně celokovové, u pozdějších variant jsou z kompozitních materiálů.
Trup poloskořepinové konstrukce je vodotěsný a ve spodní části tvarovaný jako člun, což stroji umožňuje operovat i z vodní hladiny. Podvozek záďového typu má hlavní zdvojená kola hydraulicky zatažitelná do postranních gondol, které současně obsahují nafukovací vaky a na mořské hladině slouží jako vyvažovací plováky. Ostruhové kolečko je pevné.
Osádka se, v základním protiponorkovém provedení stroje, skládá z pilota a kopilota v pilotním prostoru, a pozorovatele, který je současně velitelem letadla, a operátora zbraňových systémů v zadní kabině.

## Varianty

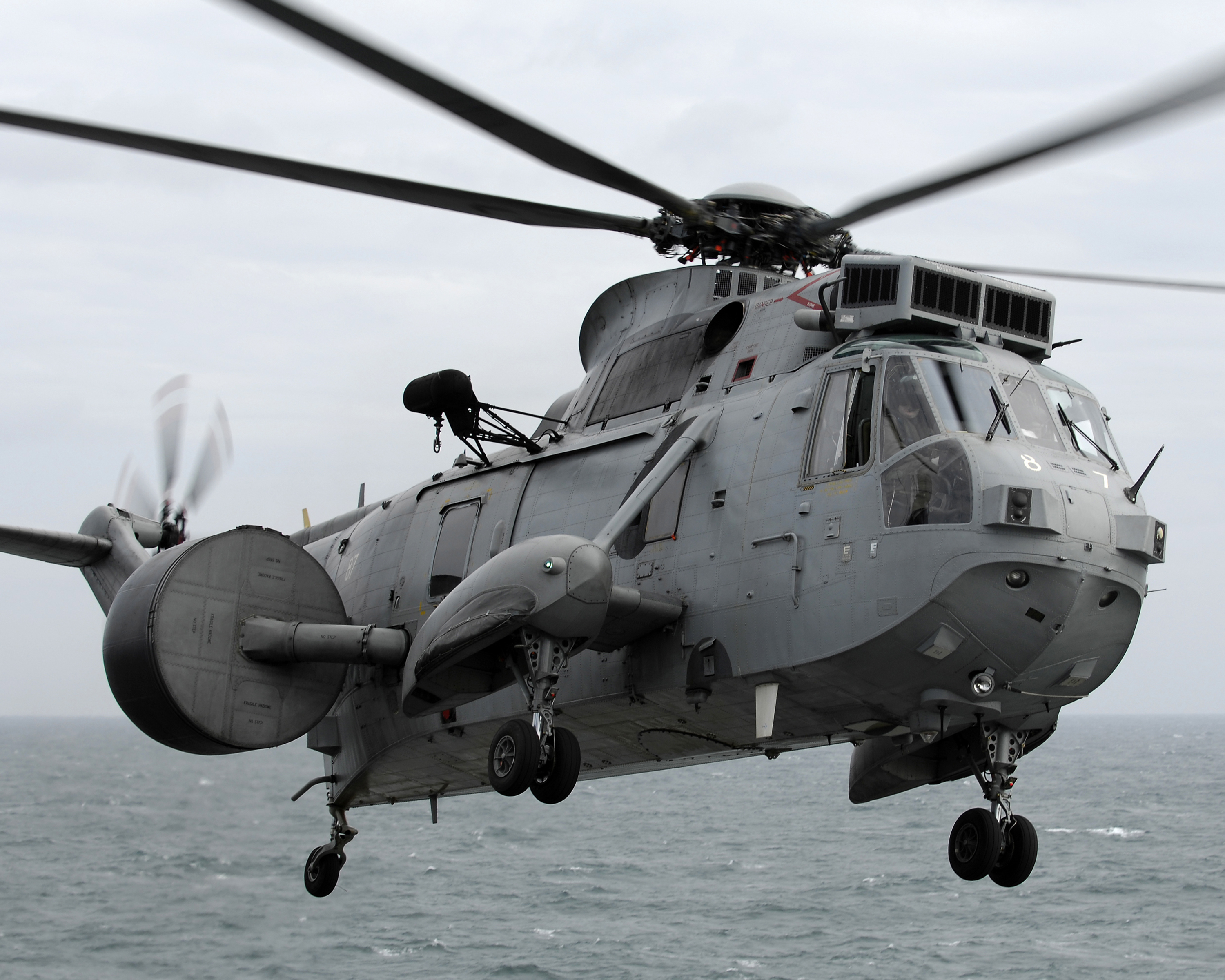
Sea King AEW.2 849. peruti FAA.

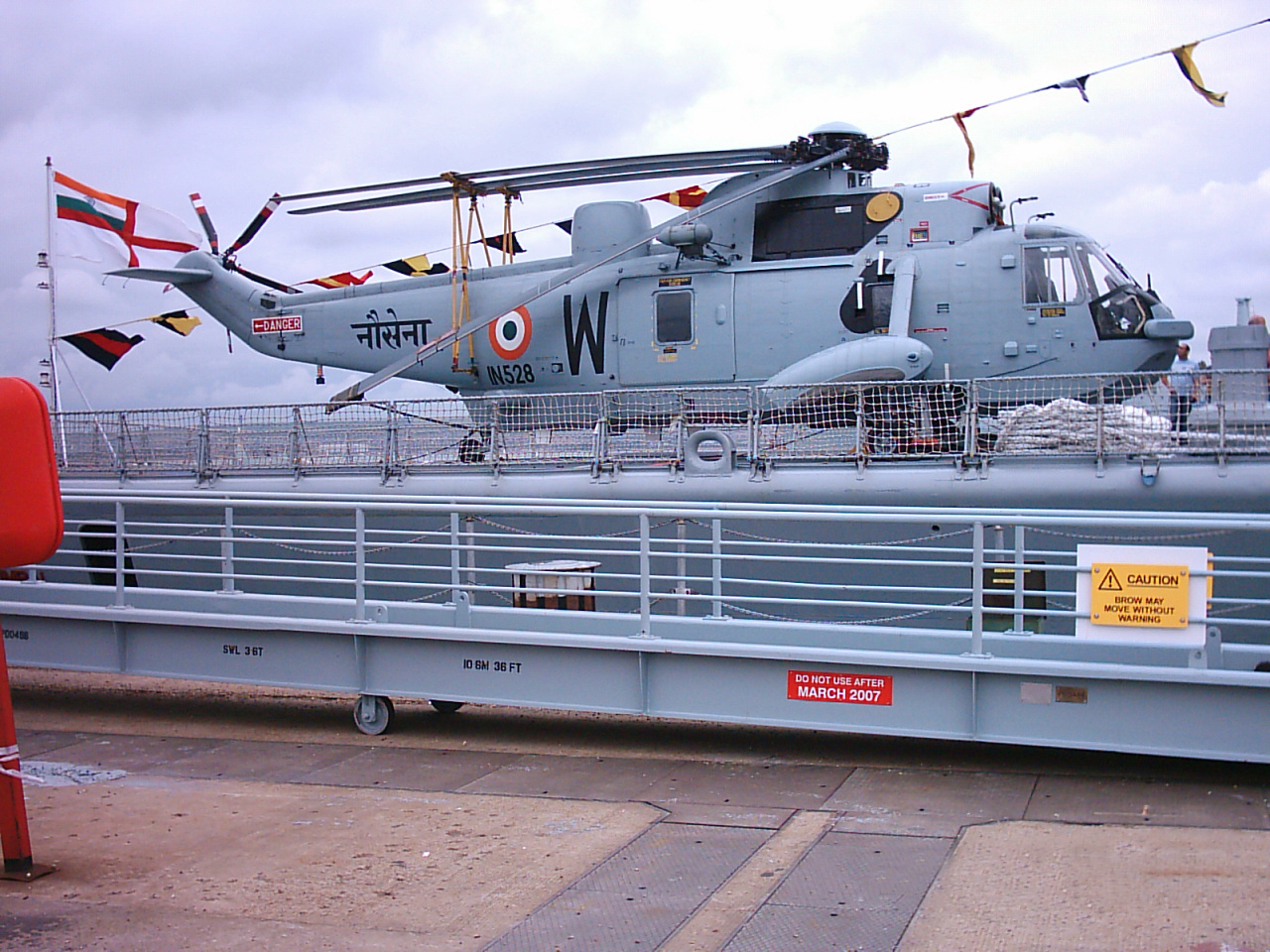
Indický Sea King Mk.42B na palubě torpédoborce INS Mumbai v Portsmouthu, 2005.

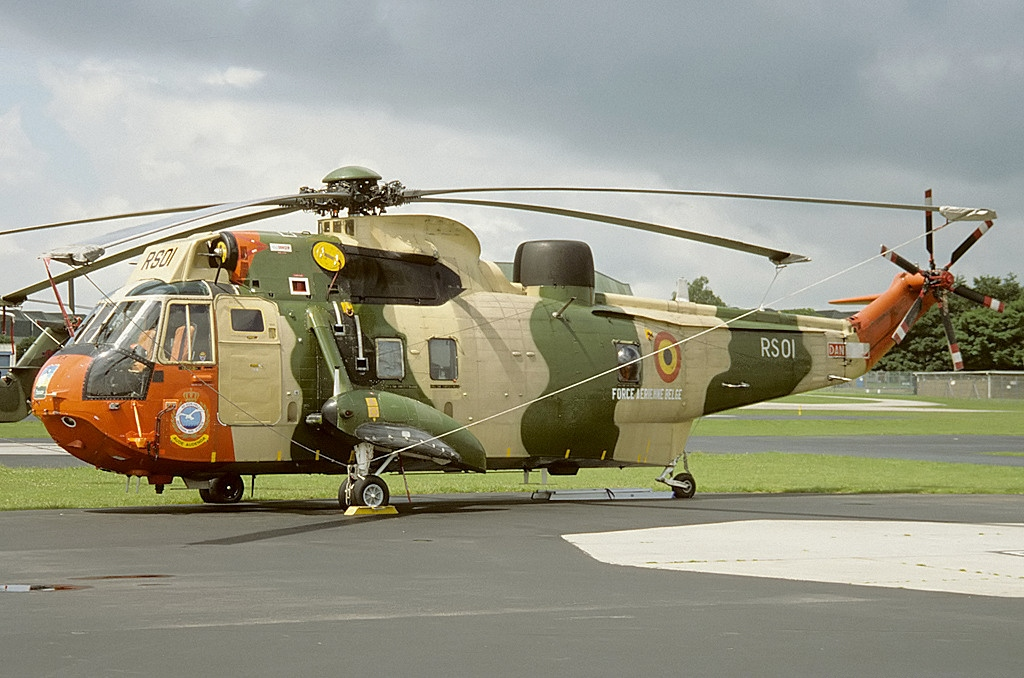
Belgický Westland Sea King Mk.48

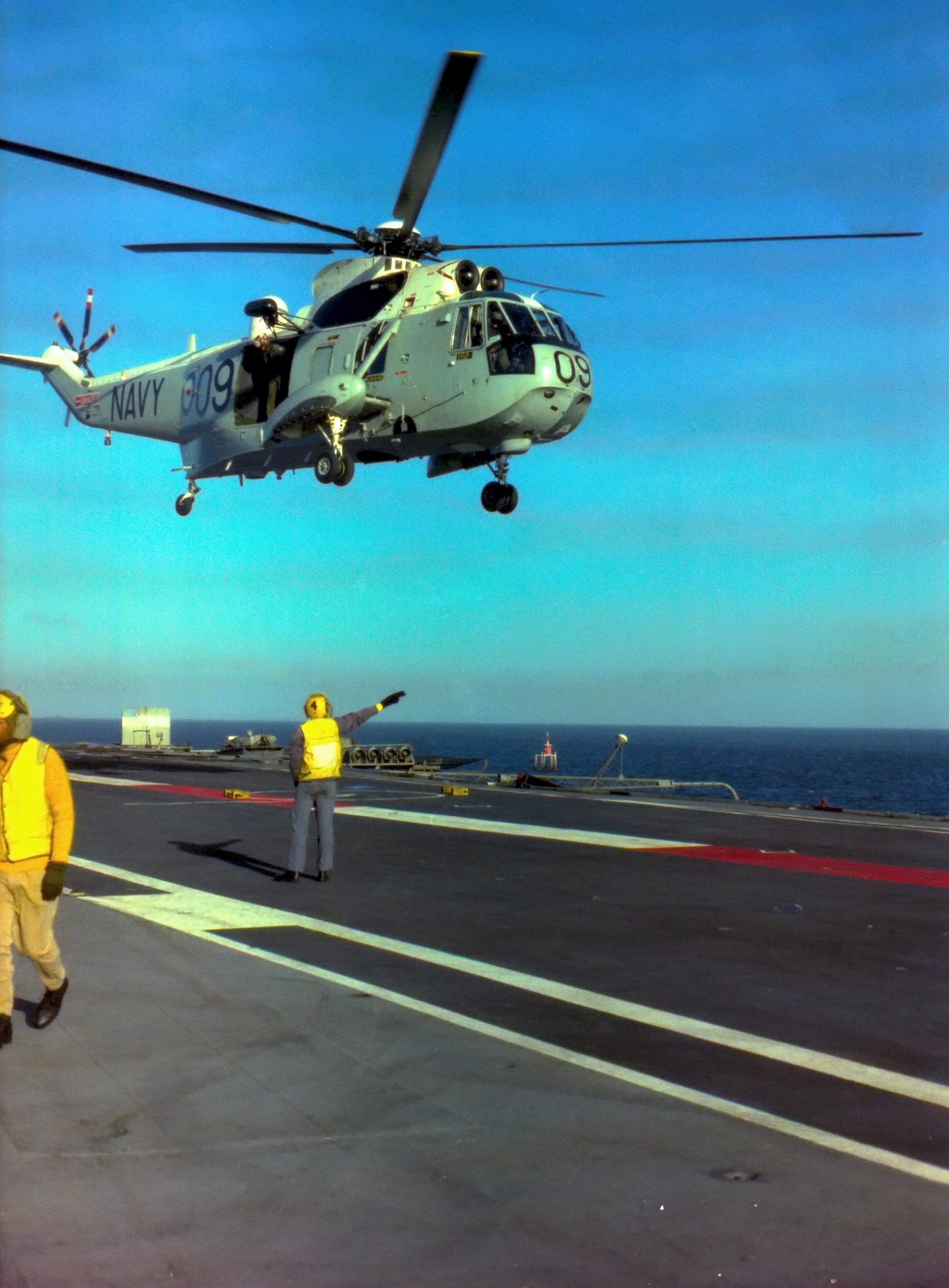
Sea King Mk.50 Australského královského námořnictva při vzletu z HMAS Melbourne, 1980.

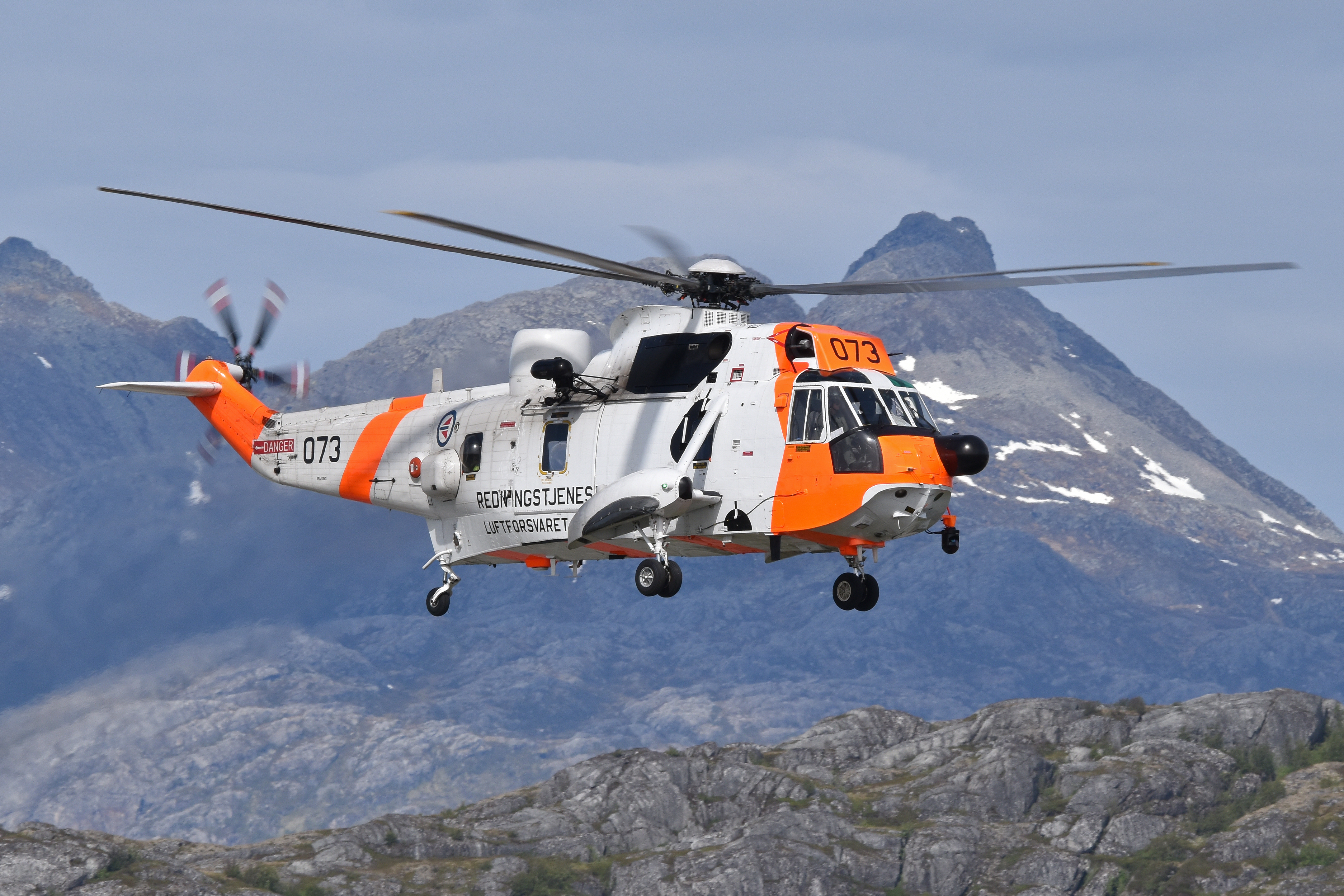
Norský Westland Sea King Mk.43B

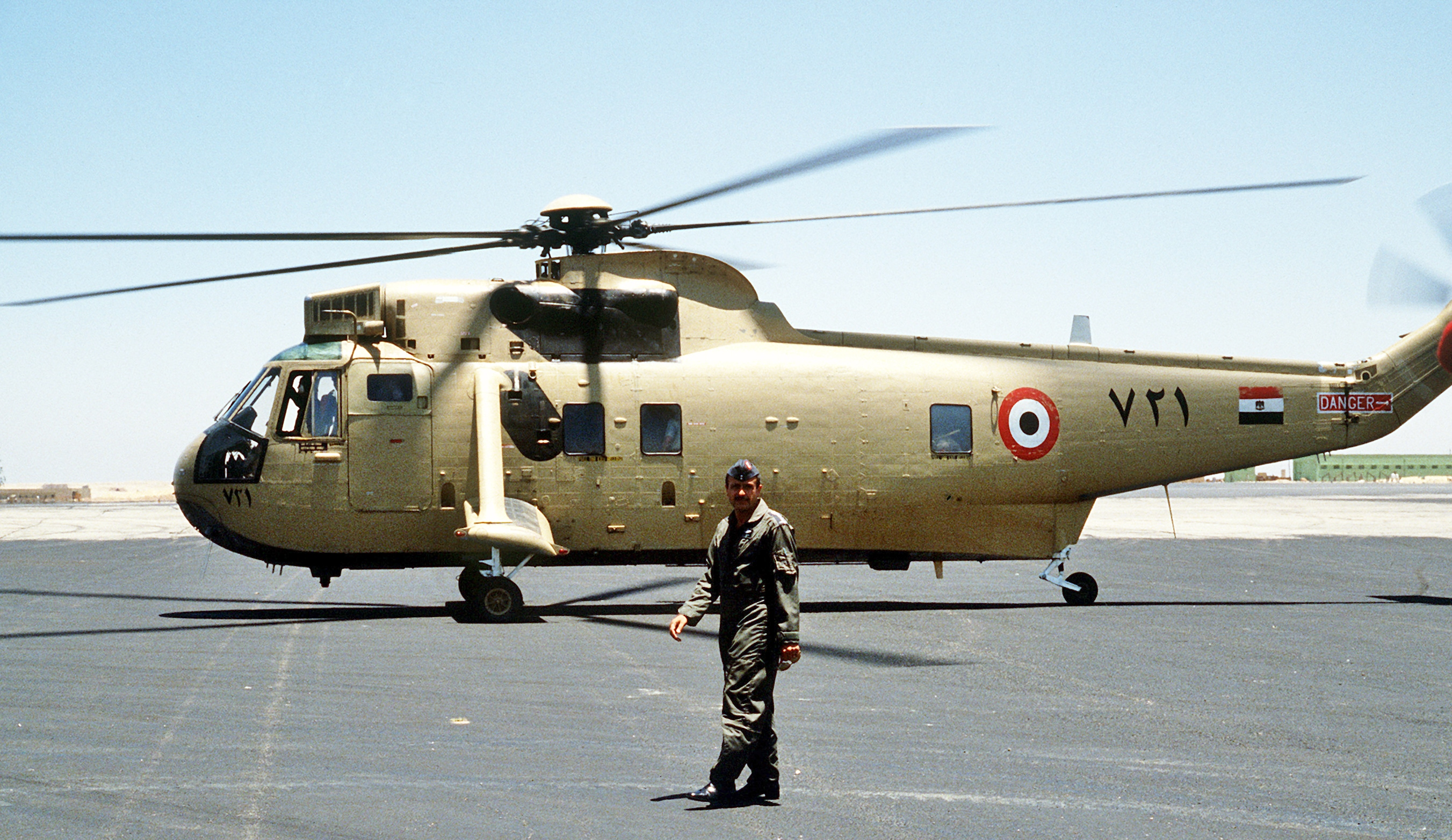
Egyptský Westland Commando Mk.1, 1980.

Sea King HAS Mk.1
Původní protiponorkové provedení s motory Gnome H.1400 a pětilistými rotory, vybavené sonarem Plessey typ 195 a přehledovým radarem MEL ARI 5995.
Sea King HAS Mk.2
Vylepšená varianta odpovídající australské variantě Mk.50, s šestilistým ocasním rotorem, výkonnějšími motory Gnome H.1400-1, modernizovanou avionikou a novým sonarem typ 2069.
Sea King AEW Mk.2/2A
Stroje včasné vzdušné výstrahy a varování, bez sonaru a vybavené radarem Thorn EMI Searchwater, podobným jako u stroje Hawker Siddeley Nimrod, v hydraulicky sklopném radomu z kevlarové tkaniny na pravoboku. Varianta vznikla po válce o Falklandy konverzí z verzí HAS Mk.1 a 2.
Sea King HAR Mk.3/3A
Pátrací a záchranná varianta vzniklá pro Royal Air Force, s prodlouženou kabinou schopnou pojmout dvanáct pasažérů a tři ležící pacienty na nosítkách.
Sea King HC Mk.4/Commando
Transportní a užitková varianta pro Royal Navy s prodlouženou kabinou, schopná přepravy 28 plně vyzbrojených příslušníků Royal Marines. Podvozek je pevného provedení a postrádá gondoly, ale nafukovací vaky pro případ nouzového přistání na hladinu zůstaly zachovány.
Sea King HAS Mk.5
Modernizovaná protiponorková varianta s prodlouženou a zesílenou kabinou, vybavená modernějším elektronickým vybavením než Mk.2. Nový radar MEL Super Searcher měl téměř dvojnásobný dosah proti dosavadnímu typu, a pasivní akustický systém MIR-2 ESM umožnil shromažďovat a vyhodnocovat data ze sonarových bójí svrhávaných jak vrtulníkem samotným, tak i námořními hlídkovými letouny RAF.
Sea King AEW Mk.5
Modernizovaná varianta stroje včasné výstrahy a varování.
Sea King HAS Mk.6
Modernizovaná protiponorková varianta.
Sea King ASaC Mk.7
Počátkem roku 1995 byl vypsán tendr na modernizaci systémů vrtulníku včasné výstrahy Sea King AEW.2A. Jako hlavní dodavatel byla vybrána společnost Racal Defence Ltd. (později Thales Sensors). Vývojové práce byly zahájeny v únoru 1997, první letové testy nové verze ASaC.7 proběhly v dubnu 2001. Deset strojů bylo přestavěno z varianty AEW.2A a tři z protiponorkové verze HAS.5. První stroj převzala jednotka 849. NAS v Culdrose 17. května 2002. Další dva exempláře byly přestavěny z protiponorkové verze HAS.6 jako náhrada za dva ASaC.7, které se 22. března 2003 srazily ve vzduchu v Iráku při působení z paluby HMS Ark Royal v rámci operace Telic. Hlavní modernizace spočívala ve výměně radaru Thorn EMI Searchwater za pulzně-dopplerovský radar Thales Searchwater 2000 AEW spolupracující se systémem řízení misí Cerberus. Jeho anténa je upevněna v pouzdře na kloubovém rameni na pravém boku trupu. Na zemi je sklopeno do horizontální polohy, v pracovním režimu je otočeno o 90° dolů. Další výbavu tvoří identifikační zařízení IFF AN/APX-113(V), radiostanice se zabezpečeným spojením Have Quick II a navigační systém Northrop Grumman LN-100G sdružující družicový systém GPS s laserovým gyroskopickým systémem. Vlastní ochranu zajišťuje výstražný systém radarového ozáření MIR-2 Orange Crop. Posádku tvoří pilot a dva pozorovatelé.
Sea King Mk.41
Exportní verze pro Německé námořnictvo, založená na standardu HAS Mk.1, ale bez sonaru a dalšího vybavení pro vedení protiponorkového boje, a s prodlouženou kabinou. Hlavním určením je pátrání a záchrana.
Sea King Mk. 42, 42A, 42B a 42C
Exportní varianty provedení Mk. 1 (Mk. 42) a Mk. 2 (Mk. 42A/B) určené pro Indické námořnictvo a zahrnující některé změny avioniky, motorové instalace, palubního vybavení a výzbroje podle jeho potřeb. Varianta Mk.42C je pátrací a záchranná verze.
Sea King Mk.43
Verze pro Norské královské letectvo odpovídající Mk.41, ale s odlišným radiovým vybavením.
Sea King Mk.45
Verze pro Pákistánské námořnictvo odpovídající standardu Mk.1. Část disponuje možností výzbroje dvěma střelami AM-39 Exocet.
Sea King Mk.47
Verze pro Egyptské námořnictvo odpovídající modifikovanému standardu Mk.2.
Sea King Mk.48
Verze určená jako pátrací a záchranná pro Belgické letectvo založená na variantě Mk.3 s upraveným spojovacím vybavením.
Sea King Mk.50/50A
Modernizovaná varianta pro Australské královské námořnictvo, odpovídající standardu HAS Mk.2 a možností doplňování paliva ve visu z plovoucí lodi.
Sea King Mk.70/Commando Mk.1
Exportní varianta určená pro Egyptské vojenské letectvo, vycházející z varianty HAS Mk.1, ale bez jeho elektronického vybavení a určená jako transportní.
Commando Mk.2
Exportní varianty Westland Commando pro vojenská letectva Egypta a Kataru.
Commando Mk.3
Exportní varianta pro Katarské letectvo se zatahovacím podvozkem stejného provedení jako Sea King, a možností nést střely Exocet a další výzbroj.

## Uživatelé

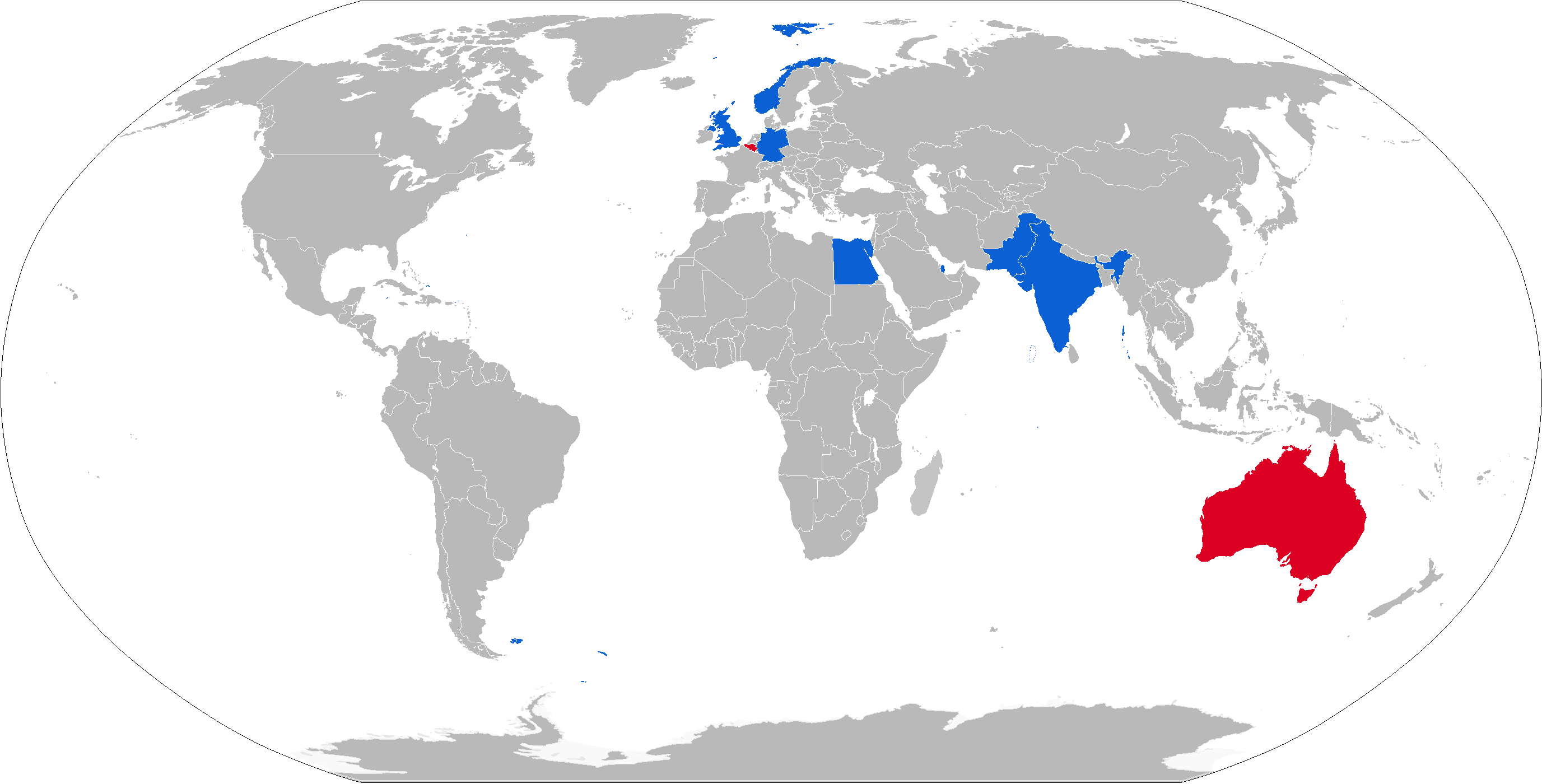
Vojenští uživatelé Westlandu Sea King. Modře současní, červeně bývalí.

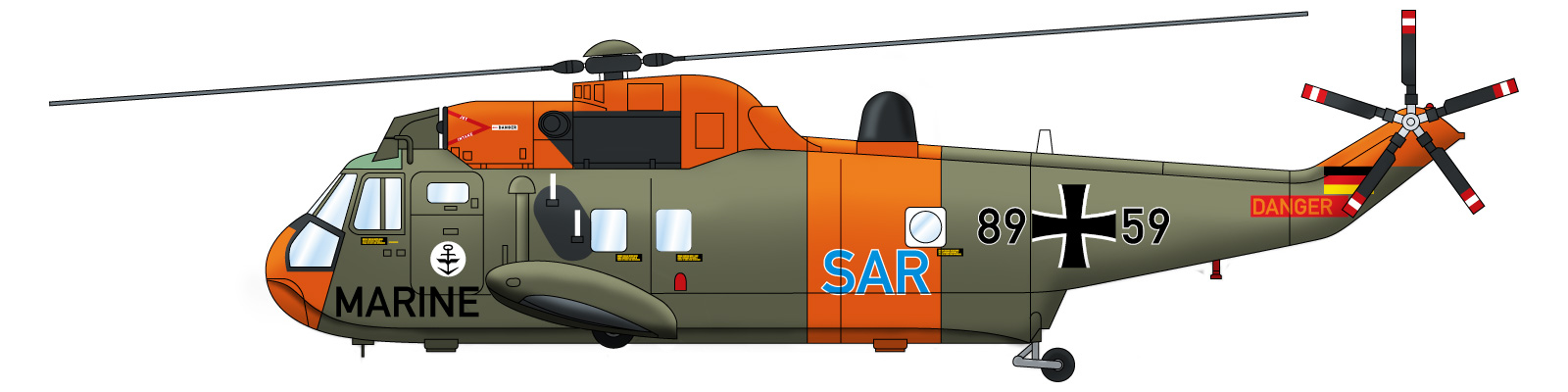
Westland Sea King (89+59) jednotky Marinefliegergeschwader 5

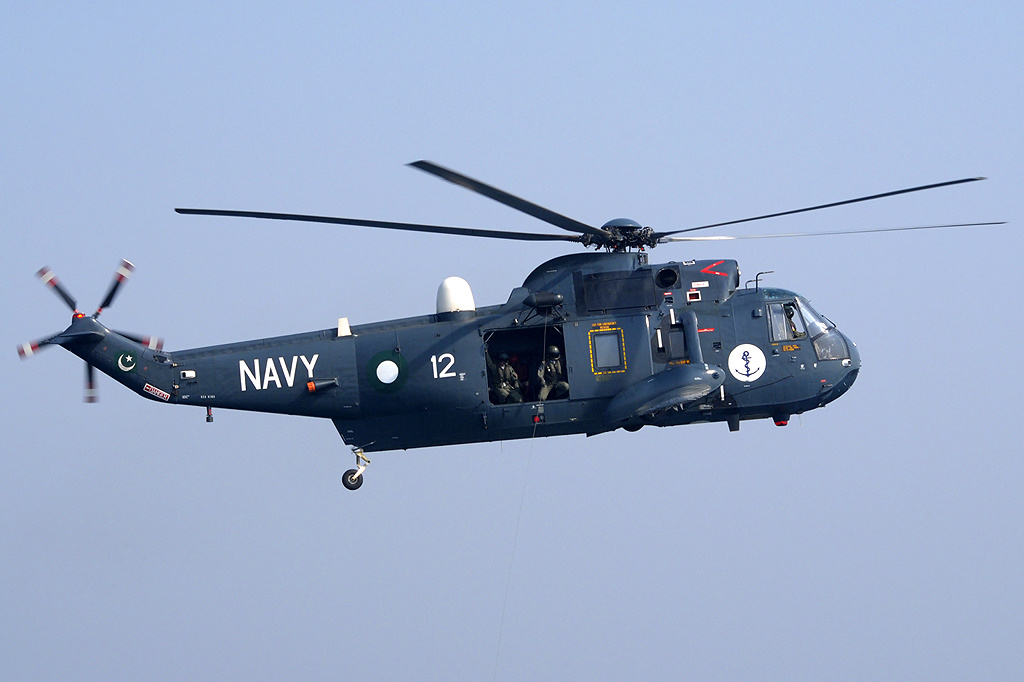
Pákistánský Sea King Mk. 45

### Současní
- Egypt
  - Egyptské námořnictvo
  - Egyptské vojenské letectvo
- Indie
  - Indické námořní letectvo[pozn. 3]
- Katar
  - Katarské letectvo
- Německo
  - Marineflieger
- Norsko
  - Norské královské letectvo
- Pákistán
  - Pákistánské námořnictvo
- Ukrajina
  - Ukrajinské námořní letectvo[7] tři stroje darovány Velkou Británií během ruské invaze v roce 2022,[8] v lednu 2024 se německá vláda rozhodla Ukrajině poskytnout dalších šest kusů verze Mk.41 ze svých zásob.[9]

### Bývalí
- Austrálie
  - Fleet Air Arm (Royal Australian Navy)
- Belgie
  - Belgické letectvo
- Spojené království
  - Royal Air Force
  - Fleet Air Arm

## Specifikace (Sea King HAS Mk.1)

Třípohledový nákres Westlandu Sea King

Údaje podle publikace Westland Aircraft since 1915

### Technické údaje

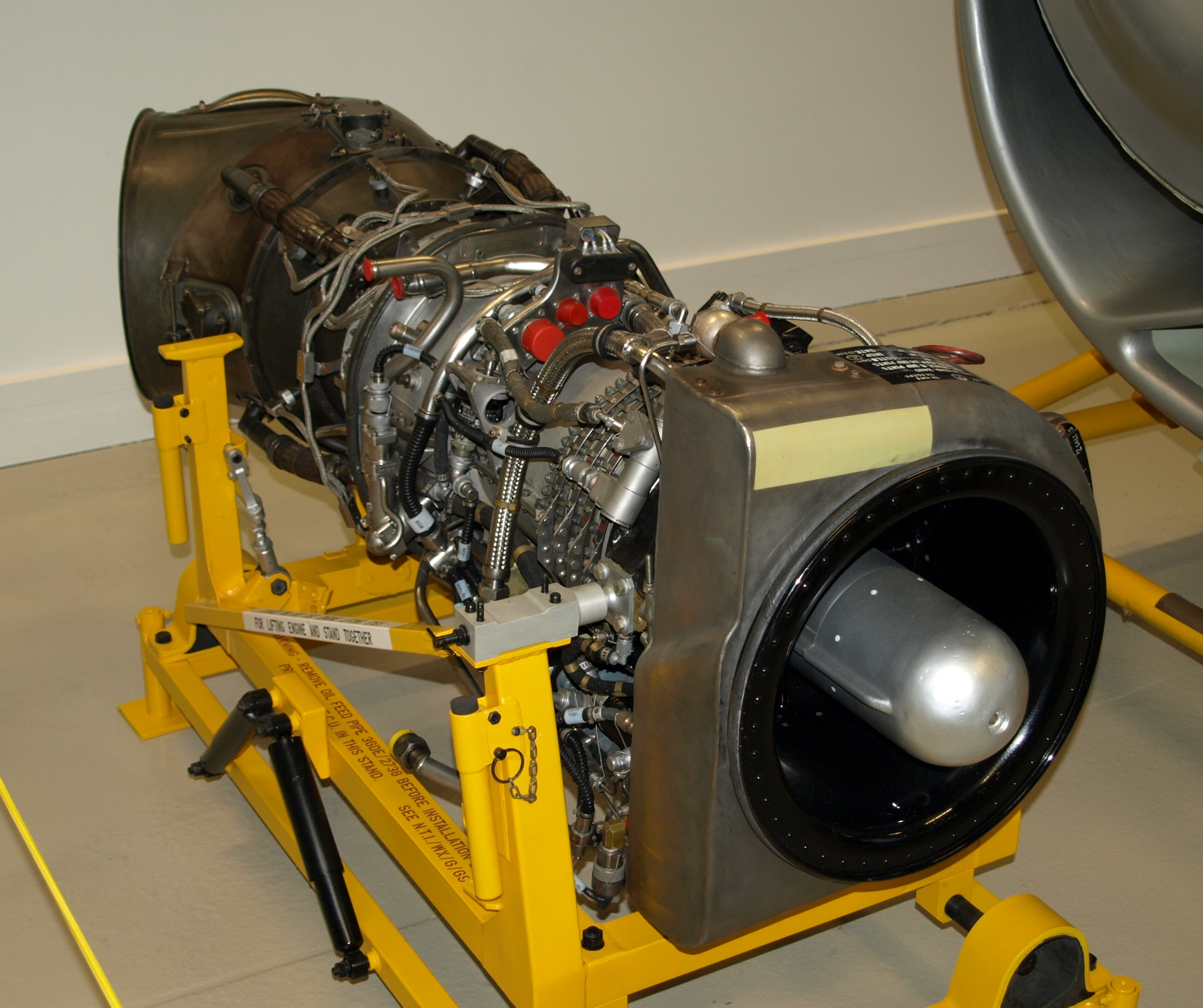
Motor Rolls-Royce Gnome

- Osádka: 2-4 (pilot, kopilot, pozorovatel-velitel a operátor zbraňových systémů)
- Délka:
  - Celková délka: 22,15 m (72 stop a 8 palců)
  - Délka trupu: 17,02 m (55 stop a 10 palců)
  - Délka při sklopení trupu a rotoru: 15,09 m (47 stop a 3 palce)
- Výška: 5,13 m (16 stop a 10 palců)
- Průměr hlavního rotoru: 18,9 m (62 stop)
- Plocha hlavního rotoru: 280 m² (3019 čtverečních stop)
- Průměr vyrovnávacího rotoru: 3,15 m (10 stop a 4 palce)
- Prázdná hmotnost: 5520,2 kg (12 170 lb)
- Maximální vzletová hmotnost: 9752,2 kg (21 500 lb)
- Pohonná jednotka: 2 × turbohřídelový motor RR Gnome H.1400
- Výkon pohonné jednotky: 1 400 shp (1043,9 kW)

### Výkony
- Maximální rychlost: 225,3 km/h (140 mph) na úrovni mořské hladiny
- Cestovní rychlost: 202,7 km/h (126 mph)
- Stoupavost: 4,1 m/s (808 stop za minutu)
- Dolet: 962,4 km (598 mil)[11]
- Vytrvalost: 4 hodiny[11]
- Dostup: 3 200 m (10 500 stop)[11]

### Výzbroj
- možnost instalace kulometů GPMG ráže 7,62 mm ve dveřích kabiny
- 4 × torpédo typu Mk. 44, Mk.46 nebo Stingray anebo protilodní řízená střela Sea Eagle

nebo
- 4 × hlubinná puma

nebo
- 1 × jaderná hlubinná puma